# Цукіока Коґьо
Цукіока Кōґьо (月岡 耕漁, 18 квітня 1869 — 25 лютого 1927) — японський митець періоду Мейджі.
Народився у районі Ніхонбаші, Токіо в сім'ї корчмаря. Ім'я при народженні — Ханю Бенносуке (羽生 弁之助).
Коли йому було 15, мати Коґьо одружилася з відомим художником Цукіока Йошітоші. Саме у свого вітчима хлопець навчався ксилографії та живопису, а також перебрав любов до театру но, яким Йошітоші захоплювався. Під час навчання його називали Йошіхіса (年久) і саме так підписані деякі з його триптихів на військову тематику. Пізніше він також навчався у Оґата Ґекко, який наділив його новим ім'ям — Коґьо.
У період між смертю вітчима (1892) та смертю матері (1911) Цукіока підписував свої роботи іменем матері, Сакамакі Коґьо (坂巻 耕漁). Після того, як він очолив школу Цукіока, його новим ім'ям стало Цукіока Коґьо. Від іншого свого вчителя, Мацумото Фуко, отримав псевдонім Кохан (湖畔).
Головною тематикою робіт Коґьо був театр но. Велика кількість його дереворитів публікувалася серіями і продавалася багато-томними збірками. Деякі з цих збірок, наприклад "Ноґаку дзу-е" (能楽図絵), вдалося зберегти у їхній оригінальній палітурці.
У Коґьо була щонайменше одна дитина — дочка на ім'я Цукіока Ґьокусей (月岡 玉瀞), яка теж стала митцем та очолювала школу Цукіока після смерті Коґьо.